# Polidoro (nome)
Polidoro  è un nome proprio di persona italiano maschile.

## Varianti
- Femminili: Polidora[1]

### Varianti in altre lingue
- Bretone: Polidoros
- Catalano: Polidor
- Ceco: Polydóros
- Francese: Polydore
- Greco antico: Πολύδωρος (Polydoros)[2]
  - Femminili: Πολυδορα (Polydora)
- Inglese: Polydorus[2]
- Latino: Polydorus[2][1]
  - Femminili: Polydora[1]
- Polacco: Polidor
- Portoghese: Polidoro
- Russo: Полидор (Polidor)
- Slovacco: Polydóros
- Spagnolo: Polidoro
- Ungherese: Polüdórosz

## Origine e diffusione
Deriva dal nome greco Πολύδωρος (Polydoros), latinizzato in Polydorus. È composto dai termini πολυς (polys, "molto") e δωρον (doron, "dono"), quindi il suo significato può essere interpretato come "che ha ricevuto molti doni" o "che fa molti doni". Entrambi gli elementi sono comuni nell'onomastica greca: πολυς si ritrova anche in Polimnia, Policarpo, Poliuto e Polissena, δωρον in Doris, Teodoro, Dorotea e Isidoro.
Polidoro è un nome portato da svariati personaggi della mitologia greca, fra cui due figli di Priamo; è presente anche al femminile, dove Polidora è il nome sia di una figlia di Meleagro che di una delle Oceanine. In Italia, è diffuso particolarmente nel meridione.

## Onomastico
L'onomastico può essere festeggiato il 10 dicembre in memoria di san Polydore Plasden, uno dei quaranta martiri di Inghilterra e Galles.

## Persone
- Polidoro, re di Sparta
- Polidoro da Caravaggio, pittore italiano
- Polidoro da Lanciano, pittore italiano
- Polidoro Virgili, umanista italiano naturalizzato britannico

## Il nome nelle arti
- Polidoro Orifiamma è uno dei nomi alternativi con cui è noto in Italia Cuordipietra Famedoro, uno dei principali avversari di Paperon de' Paperoni.